# Borden Ranch AVA
Borden Ranch AVA (anerkannt seit dem 17. Juli 2006) ist ein Weinbaugebiet im US-Bundesstaat Kalifornien. Das Gebiet liegt in den Verwaltungsgebieten Sacramento County und San Joaquin County. Das Weinbaugebiet liegt im östlichen Bereich der übergeordneten Lodi AVA. Weiter östlich schließt sich das riesige Weinbaugebiet der Sierra Foothills AVA an. Die Rebflächen von Borden Ranch liegen auf einer Höhe von 22 m bis 158 m ü. NN. Im Norden wird das Gebiet durch den Laguna Creek und im Süden durch den Dry Creek begrenzt. Beide Wasserläufe entspringen in den Sierra Nevada Mountains und in Richtung des San Joaquin Valley fließen. Der Boden ist Schwemmland mit einem hohen Anteil an Kies und Lehm. Angebaut werden überwiegend Rotweine aus spätreifenden Rebsorten.

## Weingüter
Borden Ranch AVA wird von den drei Weingütern Delicato Family Vineyards, Sutter Home Winery und Woodbridge by Robert Mondavi dominiert.